# Snake (banda)
Snake es una banda de rock uruguayo, formado en 1995 en Montevideo.

## Trayectoria
En diciembre de 2000 sale al mercado su álbum debut Dos Pasajes Paramarte. El mismo es editado de modo independiente y producido por Juan Campodónico y Carlos Casacuberta, el cual sorprende de muy buena forma tanto a la crítica como al público Uruguayo y ocupa en pocos días los primeros puestos en los rankings de las radios montevideanas, siendo una de las primeras bandas en lograr introducir el Rock Nacional en las FM masivas del medio uruguayo.
En septiembre del 2001 Snake debuta en Argentina (en Buenos Aires) en The Roxy, con una muy buena respuesta del público.
En mayo del 2002, SNAKE viaja para presentar su música en la escena de Los Ángeles - USA. Se presenta en los escenarios más importantes de dicha ciudad, en una gira de 15 shows, incluyendo el legendario The Roxy de Hollywood.
En agosto del mismo año la canción "Suicida", fue incluida en el compilado que se edita para LAMC, conferencia realizada en el 2002 en Nueva York, en la cual se destacaron las revelaciones anuales del Rock Latino.
Luego la banda vuelve a Montevideo y lanza su segundo videoclip, "Equis", el cual al año siguiente (mayo de 2003) en la entrega de Premios Graffiti (certamen de entrega de premios anuales de la música uruguaya) gana como mejor videoclip del año y al igual que el clip de Suicida comienza a rotar en MTV, al mismo tiempo que la banda continúa realizando presentaciones en Argentina como ser en Cemento y diferentes escenarios bonaerenses.
Durante el 2003 y 2004 SNAKE participa en varios festivales masivos en Uruguay, junto a diferentes bandas de la escena del rock latino y realiza varias presentaciones en Argentina incluyendo el Quilmes Rock.
En agosto de 2004 Snake graba en Bs. As. su segundo disco Dejando Marcas, esta vez bajo la producción de Raúl y Osko Cariola (Ex Santos Inocentes) en coproducción con Mikael Boudakian ( bajista de la banda), siendo “Magnéticos” su primer corte difusión.
El segundo corte, será “Mordiendo la Ciudad”, del cual se realiza el videoclip bajo la dirección de Federico Álvarez (Suicida – Equis).
El 23 de junio de 2005, la banda realiza en vivo en el teatro Moviecenter, la presentación oficial del álbum Dejando Marcas.
En el mismo año Snake se presenta en los festivales más importantes de Uruguay: Pilsen Rock (150.000 personas), Fiesta X (escenario principal 23.000 personas), cierra el año tocando en el Baradero Rock en Argentina.
El 2006, arranca con una importante gira por Uruguay y hace su debut en la Costa Argentina, iniciando la gira en el Gesell Rock.
El 11 de agosto realiza un gran show Aniversario en “Central”, Montevideo y el 8 de diciembre sale al mercado su tercer disco “Snake 10”, disco que recopila en vivo los mejores temas de sus dos discos anteriores, más tres tema nuevos, uno de ellos es la versión en español de “Taxman” (The Beatles).
En el 2007 Snake participa de la quinta edición del Pilsen Rock y recorre el interior del país.
El 2008 la banda lo comienza participando en el festival Bahía Rock (la Paloma), y recorriendo los principales balnearios del país.El 30 de mayo de 2008, la banda realiza un show en el reconocido Teatro Metro de Montevideo, como así el 20 de septiembre se presenta en el marco de la Rural del Prado cerrando la jornada.
El 2009 comienza con un show el 15 de enero en Kibon (explanada sobre playa Pocitos en Montevideo) para 5000 personas.
Entre abril y mayo, la banda graba en Bs. As. su cuarto disco, en coproducción con Raúl y Osko Cariola (al igual que en Dejando Marcas).
En junio de este año la banda realiza con gran aceptación por parte del público, cuatro shows acústicos en el Bar Tabaré, incursionando por primera vez en este formato.
En noviembre de 2009 Snake lanza el videoclip de la canción  "Ataque de Pánico", el cual a los pocos días y mediante Youtube recorre el mundo y es comentado y promocionado en noticieros y medios de comunicación de Argentina, España, USA, Londres y capta la atención de la opinión pública mundial.
En Uruguay el video de Ataque de Pánico rápidamente es catalogado como el mejor videoclip de la historia del rock nacional. Simultáneamente en noviembre, lanza su cuarto disco y tercer disco de estudio, “El Diario de la Serpiente” siendo la canción “ Los Antídotos” su primer corte de difusión.
En octubre de 2013 son elegidos como banda soporte de Aerosmith en ocasión de la primera visita de la renombrada banda a Uruguay. El show se lleva a cabo el 09/10/2013 en el estadio Centenario de Montevideo y en esa oportunidad Snake se presenta para aproximadamente 22.000 personas.
Durante el año 2015 la banda edita su primer disco en Argentina, mediante el sello Barca. Se trata de un compilado con las principales canciones de los discos de estudio editados hasta el momento.
El 8 de marzo de 2018 y en el contexto del día de la mujer, Snake edita la canción y videoclip de "Sola" una canción dedicada a las mujeres que crían solas a sus hijos. El videoclip fue filmado íntegramente por mujeres que en su vida real crían o criaron solas a sus hijos, compartiendo un día real de sus vidas para la cámara. Tanto el video como la canción tuvieron una fuerte repercusión el día del lanzamiento, siendo compartido en sus redes y difundido, por la mayoría de mujeres que trabajan en los medios de comunicación uruguayos.  
En el año 2019 Snake edita un nuevo álbum de estudio, el cual se llama " Pecadores y Corderos". En esta oportunidad, se trata de un disco doble, en el cual en uno de ellos se encuentra toda la faceta más rockera de la banda y en el otro la faceta más de baladas y funk de Snake.
Ese mismo año, una prenda de Snake ( traje de calavera utilizada en el Pilsen Rock 2005) ingresa en el Hard Rock Café de Montevideo y es exhibida hasta el día de hoy en el salón principal.
A su vez la banda presenta el disco en La Trastienda de Montevideo y en Makena en Buenos Aires.
En octubre de 2020 una vez más Snake comprometido con las causas sociales, edita el videoclip de "Los años de Guerra" en protesta por la invasión Azerbaiyana/Turca al territorio armenio de Artsaj ( Nargorno Karapagh )  
En diciembre de 2021, la banda edita un nuevo disco en vivo, llamado En Vivo en Rock & Living. Se trata de un show en vivo transmitido por streaming durante junio de 2020 en plena pandemia, para poder llegar a los hogares con música en vivo y directo, mientras no se podía concurrir a recitales. La banda decidió al año siguiente editar disco show en formato de disco, para que quede reflejado en la discografía ese momento tan especial para el mundo como lo fue la pandemia del COVID.
En abril de 2022 la banda participa para más de 60.000 personas en el Festival del Olimar ( Uruguay) siendo un punto clave para Snake, como uno de los principales shows de la banda por su excelente repercusión, del mismo modo que lo fue la presentación en el Cosquín Rock Uruguay 2023. Ambos shows fueron de los momentos más destacados en vivo en la trayectoria de Snake, por la comunión generada entre la banda y el público presente.

## Integrantes
- Marcelo Fontanini - Guitarra y voz
- Mikael Boudakian - Bajo
- Mape Bossio - Batería
- Joel Capdeville - Guitarra
- Martin Casal - Guitarra

## Discografía
- Dos Pasajes Paramarte (2000)
- Dejando Marcas (2004)
- Snake 10 años (2006)
- El Diario De La Serpiente (2009)
- El Diario De La Serpiente en vivo DVD (2012)
- Magnéticos (2015)
- Pecadores y Corderos (2019)
- En vivo en Rock & Living (2021)